# Năng lượng photon
Năng lượng photon là năng lượng được mang bởi một photon duy nhất. Lượng năng lượng tỷ lệ thuận với tần số điện từ của photon và do đó, tương ứng, tỷ lệ nghịch với bước sóng. Tần số của photon càng cao, năng lượng của nó càng cao. Tương đương, bước sóng của photon càng dài thì năng lượng của nó càng thấp.
Năng lượng photon có thể được thể hiện bằng cách sử dụng bất kỳ đơn vị năng lượng. Trong số các đơn vị thường được sử dụng để biểu thị năng lượng photon là electronvolt (eV) và joule (cũng như bội số của nó, chẳng hạn như microjoule). Vì một joule bằng 6,24×1018 eV, các đơn vị lớn hơn có thể hữu ích hơn trong việc biểu thị năng lượng của các photon có tần số cao hơn và năng lượng cao hơn, chẳng hạn như các tia gamma, trái ngược với các photon năng lượng thấp hơn, chẳng hạn như các photon trong vùng tần số vô tuyến của phổ điện từ.

## Công thức
Phương trình của năng lượng photon  là
{\displaystyle E={\frac {hc}{\lambda }}}
Trong đó E là năng lượng photon, h là hằng số Planck, c là tốc độ ánh sáng trong chân không và λ là bước sóng của photon. Vì h và c đều là những hằng số, năng lượng photon E thay đổi theo quan hệ nghịch đảo với bước sóng λ.
Để tìm năng lượng photon được tính bằng đơn vị electronvolt, sử dụng bước sóng tính bằng micromet, phương trình xấp xỉ
{\displaystyle E/{\text{eV}}={\frac {1.2398}{\mathrm {\lambda } /{\text{μm}}}}}
Do đó, năng lượng photon ở bước sóng 1 μm, bước sóng của bức xạ hồng ngoại gần, xấp xỉ 1,2398 eV.
Vì {\displaystyle {\frac {c}{\lambda }}=f}, với f là tần số, phương trình năng lượng photon có thể được đơn giản hóa thành
{\displaystyle E=hf}
Phương trình này được gọi là mối quan hệ Planck-Einstein. Thay thế h với giá trị của nó bằng Js và f với giá trị của nó bằng hertz sẽ tạo ra năng lượng photon tính bằng joules. Do đó, năng lượng photon ở Tần số 1 Hz là 6,62606957 × 10 34 joules hoặc 4.135667516 × 10 15 eV.
Trong hóa học và kỹ thuật quang học,
{\displaystyle E=h{\nu }}
được sử dụng trong đó h là hằng số Planck và chữ cái Hy Lạp ν (nu) là tần số của photon.

## Ví dụ
Một đài phát thanh FM truyền sóng ở 100 MHz phát ra các photon có năng lượng khoảng 4.1357 × 10 7 eV. Đây là lượng rất nhỏ năng lượng xấp xỉ 8 × 10 −13 lần so với khối lượng electron (thông qua sự tương đương khối lượng-năng lượng).
Các tia gamma năng lượng rất cao, có năng lượng photon từ 100 GeV đến 100 TeV (1011 đến 1014 electronvolt) hoặc 16 nanojoules đến 16 microjoules. Điều này tương ứng với tần số 2,42 × 10 25 đến 2,42 × 10 28 Hz.
Trong quá trình quang hợp, các phân tử diệp lục cụ thể hấp thụ các photon ánh sáng đỏ ở bước sóng 700 nm trong hệ thống quang điện I, tương ứng với năng lượng của mỗi photon ≈ 2 eV ≈ 3 x 10 19 J 75 k B T, trong đó kBT biểu thị năng lượng nhiệt. Cần tối thiểu 48 photon để tổng hợp một phân tử glucose đơn từ CO2 và nước (hiệu điện thế khác biệt 5 x 10 18 J) với hiệu suất chuyển đổi năng lượng tối đa là 35%.